# Andrzej Badeński
Andrzej Stanisław Badeński ( 10. května 1943 Varšava – 28. září 2008 Wiesbaden) byl polský atlet, halový mistr Evropy v běhu na 400 metrů z roku 1971.

## Sportovní kariéra
V 19 letech startoval na mistrovství Evropy v Bělehradě, kde skončil ve finále běhu na 400 metrů sedmý. V roce 1964 vybojoval bronzovou medaili v této disciplíně na olympiádě v Tokiu. Úspěšný byl také na evropském šampionátu v Budapešti v roce 1966 – získal stříbrnou medaili v běhu na 400 metrů a byl členem vítězné štafety na 4 × 400 metrů. Při svém druhém olympijském startu v Mexiku v roce 1968 obsadil sedmé místo v běhu na 400 metrů v osobním rekordu 45,42. Ve stejné sezóně zvítězil na evropských halových hrách v této disciplíně i ve štafetě na 4x2 kola a získal druhé místo jako člen polské štafety na 1+2+3+4 kola. Tento štafetový úspěch zopakoval v roce 1969 na evropských halových hrách. Z premiérového halového mistrovství Evropy v roce 1970 si přivezl stříbrné medaile z běhu na 400 metrů i ze štafety na 4 × 400 metrů. O rok později v Sofii získal v těchto disciplínách zlatou medaili. Na evropském šampionátu pod širým nebem v Helsinkách pak byl členem stříbrné polské štafety na 4 × 400 metrů. Posledním medailovým úspěchem byla pro něj zlatá medaile ve štafetě na 4 × 400 metrů na halovém mistrovství Evropy v roce 1972.
V roce 1974 emigroval do Západního Německa. Vystudoval zde filmovou školu v Norimberku, stal se zvukařem a pracoval v různých televizních stanicích.